# دير الغصون
دير الغصون بلدة فلسطينية شمال محافظة طولكرم في الضفة الغربية. يبلغ عدد سكانها حوالي 10,580 نسمة حسب التعداد العام للسكان عام 2021 . وقعت تحت الاحتلال الإسرائيلي في حرب 1967.

## التسمية
اختلفت الآراء وتعددت حول تسمية دير الغصون بهذا الاسم، حيث يقول الرأي الأول: أن التسمية جاءت من دير للمسيحيين كان في عهد الرومان في موقع البلدة وكان اسم ابن ملك الرومان (غصون) ليصبح الاسم دير غصون. والرأي الثاني يقول: إن أحد القساوسة قد أسمى ابنته غصون، لأن الدير الذي كان يسكنه ممتلئ بغصون الزيتون الكثيفة ليصبح الاسم دير الغصون. أما الرأي الأخير فيقول: أنه ونتيجة لكثرة الغصون في أشجار الزيتون واللوز التي تملأ جبال البلدة، سميت البلدة بالغصون. ومع كلمة الدير من الديرة أي الضيعة، أصبح اسمها دير الغصون.

## الجغرافيا
تقع بلدة دير الغصون في الجزء الشمالي الغربي من الضفة الغربية، إلى الشمال الشرقي من مدينة طولكرم بمسافة لا تزيد عن 8 كم، بجانب الخط الأخضر. يحيط بها من الشرق بلدتي بلعا وعلار، ومن الشمال بلدتي علار وعتيل، ومن الغرب بلدة الجاروشية، أما من الجنوب فيحدها بلدتي بلعا والمسقوفة.
بلغت مساحة البلدة قرابة (32,000) دونماً، تم مصادرة نصفها عام النكبة. وهي مناطق إبثان، بير السكة، يمه، المرجة، خلة المشلح، دير عشاير، المنشية، رأس أبو حسان، وكان يُطلق عليها اسم خرب دير الغصون، لكنها تسمى حاليا زيمر. أما ما تبقى من أراضي البلدة، فتعرف بأسماء البلدة القديمة، خربة رحال، وادي الشام، خربة السكر، خربة واصل.

## التاريخ
عُثر في البلدة على قطع أثرية فخارية تعود إلى العصور الوسطى، وعصور البيزنطيين والمسلمين. ذُكر في عام 1265، أن السلطان بيبرس منح البلدة إلى الأمير بدر الدين محمد نجل الأمير حسام الدين بركة خان، بعد هزيمة الصليبيين.

### الدولة العثمانية
تبعت دير الغصون إلى الإمبراطورية العثمانية في عام 1517 مع كل فلسطين، وكانت تتبع ولاية شرق بيروت في الشام. في عام 1596 ظهر لأول مرة اسم دير الغصون في سجلات الضرائب العثمانية، حيث دفعوا معدل ثابت للضريبة بنسبة 33,3% على المنتجات الزراعية المختلفة، مثل القمح، والشعير، والمحاصيل الصيفية، والزيتون، والماعز، وخلايا النحل.
يعتقد أن بيير جاكوتين أشار إلى البلدة في الخرائط التي شملها استطلاعه خلال غزو نابليون في عام 1799، أشار إليها باسم «الدير». خلال ثورة الفلاحين في فلسطين عام 1834، طارد جيش والي مصر إبراهيم باشا بعض الثوار الذين فروا من قرية زيتا إلى دير الغصون وقتل 300 شخص. في عام 1863 مر عالم الآثار الفرنسي فيكتور جويرين ووصف دير الغصون بأنها «قرية كبيرة تقع جنوب عتيل». عام 1882، أجرى صندوق استكشاف فلسطين الغربية مسحاً للبلدة ووصفها بأنها «قرية ذات حجم معتدل، على تلة ويوجد بئر غربها».
أوائل القرن العشرين، أنشأ سكان دير الغصون قرى زراعية تعرف باسم الخرب، تستخدم بشكل رئيسي خلال مواسم الحرث والحصاد، على أطراف البلدة، ولاحقاً أصبحت قرى مستقلة.

### الانتداب البريطاني
في عام 1917، سقطت دير الغصون بيد الجيش البريطاني، ودخلت البلدة مع باقي فلسطين مظلة الانتداب البريطاني على فلسطين عام 1920، وأصبحت تتبع قضاء طولكرم حتى وقوع النكبة.
أجرت سلطات الانتداب البريطاني تعدادا عاما للسكان عام 1922، وقد بلغ عدد السكان حوالي 1,410 نسمة جميعهم مسلمين، ثم تزايد العدد حتى وصل إلى 2,060 نسمة جميعهم مسلمين في تعداد عام 1931. أما في تعداد عام 1945، فبلغ عدد سكان دير الغصون مع القرى التي سميت لاحقاً زيمر حوالي 2,860 نسمة وجميعهم مسلمون.

### الإدارة الأردنية للضفة الغربية
في أوائل خمسينيات القرن العشرين أتبعت دير الغصون للحكم الأردني بين حربي 1948 و1967، وكان عدد سكانها آنذاك حوالي 3,376 نسمة عام 1961.

### حرب 1967
وقعت دير الغصون في يد الاحتلال بعد حرب النكسة.

## السكان
يبلغ عدد سكان دير الغصون حاليا حوالي 10,580 نسمة جميعهم من المسلمين وذلك حسب التعداد العام للسكان 2021 الذي أجراه الجهاز المركزي للإحصاء الفلسطيني.
| السنة      | (1922) | (1931) | (1945) | (1961) | (تعداد 2007) | (2017) |
| ---------- | ------ | ------ | ------ | ------ | ------------ | ------ |
| عدد السكان | 1,410  | 2,060  | 2,860  | 3,376  | 8,168        | 9,936  |

### أعلام بارزون
- د.سلام فياض، رئيس وزراء سابق.[20]
- عبد الستار قاسم، أكاديمي وسياسي فلسطيني.
- خيري منصور، كاتب وشاعر فلسطيني.
- أمجد غانم، أمين عام مجلس وزراء حكومة محمد اشتية.
- عبد الرحمن زيدان، وزير الأشغال العامة والإسكان في حكومة إسماعيل هنية الأولى.
- عزت الغزاوي، كاتب.
- منار فياض، عالمة كيمياء.
- زهير أبو شايب، شاعر وكاتب.

## البنية التحتية والاقتصاد
يدير البلدة مجلس بلدي ينتخب أعضائه كل أربع سنوات. تضم البلدة عددًا من المدارس الحكومية ورياض الأطفال وعيادة صحية حكومية وأخرى خاصة، وصيدليات.
كانت دير الغصون أكثر ازدهاراً من مدن فلسطينية أخرى، ولكن مصادرة الاحتلال للأراضي، وتعطل النقل إلى الداخل الفلسطيني بسبب بناء جدار الفصل العنصري؛ أضعف ذلك الاقتصاد في البلدة بشكل كبير. فقد كانت البلدة في منتصف القرن التاسع عشر تُعرف بإنتاجها للقطن على سبيل المثال.

### الزراعة
تعد الزراعة القطاع الاقتصادي الرئيسي في البلدة، تنتج البلدة محاصيل الزيتون، والتين، واللوز، والحمضيات، والقمح وبعض الخضراوات. لكن التوسع العمراني للبلدة والتوسع في البنية التحتية وفتح الشوارع قلص المساحات المزروعة من الأراضي الزراعية.

### التجارة والصناعة
تميزت دير الغصون بصناعة الملابس والأزياء، إذ تنتشر الكثير من المشاغل في البلدة إضافة إلى ورش صناعية في الحديد والألمنيوم. وفيها سوق تجاري ليس بكبير. لكن المجالان الصناعي والتجاري بالبلدة بشكل عام، تأثرا سلباً بعد انتفاضة الأقصى بسبب الحواجز وبناء الجدار الفاصل.

## دير عشائر
دير عشاير هي إحدى خرب بلدة دير الغصون احتل قسم منها عام 1948 وبقي بعض البيوت ضمن 1967 إلا أن الجدار إسرائيل العازل فصل ما تبقى منها. يعيش بها عائلة العمر وفيها قبر تاريخي لاحد قائدي الحروب الإسلامية ضد الصليبين جمال الدين.

## وصلات خارجية
- موقع بلدية دير الغصون.
- صفحة بلدة دير الغصون في موقع فلسطين في الذاكرة.